# Cymbidium longipes
Cymbidium longipes là một loài thực vật có hoa trong họ Lan. Loài này được Z.J. Liu & J.N. Zhang mô tả khoa học đầu tiên năm 1998.